# 英烈庙
英烈庙位于中国广东省梅州市五华县双华镇大陂村，建于明代，是当地民众为祭祀敕封英烈相女谢二妹谢圣仙娘而建的。1989年6月29日被公布为广东省文物保护单位。

## 背景
谢二妹居住在原长乐县嵩头大陂下（今五华县双华镇），年少时随父习武。明洪武十二年，18岁的谢二妹率领农民抗击腐败的张、毛、李三都司，后被击败擒拿，英勇就义。朝廷感其英勇烈节，敕封其为英烈相女，为纪念她，当地居民在高山寨建造了石亭。

## 结构
英烈庙采用青色花岗岩石砌筑而成，平面呈长方形。长约5.5米、宽约2.82米、高约3.15米。前亭为抬梁式石梁架，四角攒尖顶，平面呈四方形，前后石柱均为八角梅花柱，前为方形柱，后为鼓形柱，顶用石板拼成翘角正檐，四角攒尖顶，顶尖置葫芦，后殿为石砖。内有一座刻有浮雕图案的石神坛，坛上置一小石宫，宫内有一座谢圣仙娘神像。庙内刻有三副楷书楹联。